# Quiverfull
Quiverfull est un mouvement chrétien évangélique conservateur opposé à la contraception, en faveur des familles nombreuses et des rôles « traditionnels » de la femme : épouse et mère.

## Histoire
Le mouvement a débuté au xxe siècle avec diverses publications évangéliques américaines. Une des premières est celle de Nancy Campbell et de son magazine Above Rubies lancé en 1977, qui fait la promotion des mères au foyer et des enfants nombreux. En 1985, le livre The Way Home: Beyond Feminism, Back to Reality de Mary Pride aura un impact considérable sur le développement du mouvement. Le livre utilise une terminologie milliaire pour parler de l’importance de la soumission des femmes afin de lutter contre le féminisme et de l’importance du natalisme afin de remporter une guerre culturelle . Ces arguments ont été repris dans des cercles féminins d’églises, d’autres livres et également par des pasteurs.

## Croyances
Le nom « Quiverfull » (carquois remplis) fait référence au psaume 127 du Livre des Psaumes (Ancien Testament) où les enfants sont comparés à des flèches pour la guerre :
« Voici, des fils sont un héritage de l’Éternel, le fruit des entrailles est une récompense ;
Comme les flèches dans la main d’un guerrier, ainsi sont les fils de la jeunesse ;
Heureux l’homme qui en a rempli son carquois ! Ils ne seront pas confus, quand ils parleront avec des ennemis à la porte. ».
Les membres de Quiverfull refusent d'utiliser la contraception et sont en faveur des familles nombreuses. L'idéologie Quiverfull prône un retour aux rôles « traditionnels » dans la famille : la femme est essentiellement une épouse et une mère,.

## Critiques
En 2015, une ancienne membre américaine devenue adulte et sortie du mouvement a souligné les besoins psychologiques des parents et des enfants en raison de la pression à être la famille parfaite .
Le mouvement a été critiqué par des journalistes pour son sexisme et son approche dégradante des femmes.